# Santiago de Errázuriz Madariaga
Santiago de Errázuriz Madariaga nació en Santiago de Chile en 1755 -  ibídem - 1823.  Fue un Maestre de Campo, Alcalde de primer voto, Regidor de Santiago, abogado, comerciante de ultramar y agricultor.

## Familia
Hijo de Francisco Javier Errázuriz Larraín y de María del Loreto Madariaga y Lecuna Jáuregui Carrera. Contaba solo con 12 años cuando ocurrió la muerte de su progenitor. Es el menor de los hijos varones, se le impuso el nombre del protector de su padre, su tío abuelo Santiago de Larrain y Vicuña. Santiago es el octavo hijo de sus padres. Sus hermanos fueron Francisco Javier, José Antonio y Domingo de Errázuriz Madariaga

## Estudios
Como sus tres hermanos, Santiago hizo sus estudios en el curso de Leyes de la Real Universidad de San Felipe, el 5 de febrero de 1771 y que se graduó de bachiller en leyes el 29 de octubre de 1774.
Por alguna omisión de los registros de la Real Universidad, no figura en ellos el nombre de Santiago de Errázuriz entre los alumnos que recibieron el título de Abogado, pero consta en un documento público de 1797 que se titulaba Abogado de la Real Audiencia y además en el testamento de su hermano, el de José Antonio Errázuriz Madariaga, se declara que era Licenciado y Abogado de la República de Chile. Consta en los libros universitarios que el 30 de abril de 1777, año en que debió doctorarse. Santiago fue nombrado consiliario menor de aquel plantel, cargo equivalente a ayudante o secretario del Rector.

## Vida laboral y cargos públicos
Santiago nunca ejerció como abogado, no sentía comodidad con dicha labor. Su vocación era el comercio, donde demostró aptitudes y dedicó con entusiasmo, logrando acumular una cuantiosa fortuna. El giro de su negocio le llevó con frecuencia al Perú. Diversos documentos señalan sus viajes y dejan constancia de su largas estadías en el Virreinato del Perú, donde aparece en 1784 y en 1787, donde efectuó en la ciudad de Lima importantes negociaciones comerciales con  Juan Agustín Alcalde y Bascuñán, Conde de Quinta Alegre, con Francisco de Fragua, Ignacio de Irigaray, José de la Rosa y otros acaudalados comerciantes.
Santiago de Errázuriz tuvo el título de Maestre de Campo y ocupó dos veces un asiento en el Cabildo de Santiago. En 1798 fue elegido Alcalde de primer voto, y más tarde, el 11 de mayo de 1811, fue designado Regidor de Santiago junto con Juan Manuel de la Cruz y Bahamonde, Juan Antonio Valdés, Juan Francisco de Larrain y Rojas, Francisco de la Lastra, todos vecinos de la capital.
Para esta elección se innovó en la antigua práctica española que exigía que el Cabildo designara a sus miembros. Fueron estos elegidos por mayoría de votos del Directorio ejecutivo de la Junta de Gobierno, que se formó de la reunión de los diputados electos. El primer trabajo de este Directorio ejecutivo fue la reintegración del Cabildo de Santiago para llenar las vacantes de sus miembros que había sido designados Diputados. Santiago desempeñó el cargo de Regidor con el celo e interés por la cosa pública.

## Matrimonio
Santiago a los 37 años de edad y siendo ya un hombre acaudalado, contrajo matrimonio el 25 de enero de 1792, con su pariente Juana de Dios de Elzo y Ureta, hija del Maestre de Campo Juan Próspero de Elzo y Aranibar Carrera y de María Amelia de Ureta y Carrera. No tuvieron descendencia.
Su suegro procedía por su costado materno del pueblo de Aranaz, donde los Aranibar eran Señores del Palacio de Cabo de Armería de su nombre y estaban emparentados con los Errázuriz. Por la sangre de Carrera su esposa se hallaba también doblemente ligada. No es, pues, extraño que cuando ocurrieron los acontecimientos de la Independencia, encontraran a Santiago Errázuriz hecho un patriota y este habla con una estrecha relación con el Padre de la Patria Bernardo O'Higgins.
Ya casado volvió a testar Santiago de Errázuriz, disponiendo, el 21 de julio de 1823, conjuntamente con su esposa, que el cónyuge sobreviviente debía heredar toda la fortuna de la sociedad conyugal y haciendo diversos legados e indicaciones. Ordenaba ciertas limosnas, y donaba a algunos antiguos esclavos una propiedad en la calle San Diego, a tres cuadras de la Cañada, avaluada en $3.000.
En cuanto al remanente de su fortuna debería repartirse después de los días del último sobreviviente, sujeto a la voluntad de este, por terceras partes entre el Hospital de San Juan de Dios, el Hospital de mujeres y el Hospicio de mendigos, designando la hacienda de Tagua-Tagua con todo su ganado y aperos al primero de estos establecimientos, con la obligación de mantener en ella un enfermero, permanente con su botiquín y procurar remedio gratuito a los enfermos. Nombrase de albacea, primero los cónyuges sobreviviente, en segundo lugar a Fernando Errázuriz Aldunate, su sobrino, y en tercera a don Marcos Sotomayor, fraile trapista, que lo era de su esposa.

## Benefactor de obras sociales
Santiago de Errázuriz ya cumplidos los 68 años, falleció en el segundo semestre de 1823. Dejó la impresión de ser un hombre sencillo, modesto, trabajador que al mismo tiempo generoso y caritativo. Así lo demuestra claramente el último acto, que beneficia a tres hospitales y a antiguos servidores, que fue gracias al producto de su trabajo que realizó sin vanidad ni ostentación.

### Su viuda
Juana de Dios de Elzo y Ureta sobrevivió a su marido algunos años y modificó substancialmente el testamento que ambos habían otorgado. Con fecha 1 de diciembre de 1830, redactó largas y variadas disposiciones testamentarias. Esta ordenaba que se la enterrase en la Iglesia de la Merced, que debería terminarse la construcción de la casa de ejercicios espirituales de su hacienda de Tagua-Tagua,  para cuya reparación y la de la capilla, se aplicarían las rentas de $4.000, y en ella se deberían dar diez corridas de ejercicios espirituales anuales. Designaba un eclesiástico de virtud, literatura y celo para capellán de esta hacienda con un sueldo de $500 anuales; imponía un fondo de $1.000 para el Hospital de pobres de Santiago y otro de $ 2.000 para una misa que debía decirse todos los viernes del año en el altar de Nuestra Señora de los Remedios de la Iglesia de la Merced. Ordenaba asimismo una larga serie de legados que fluctuaban entre $6.000 y $50, para parientes, amigos y servidores, cuyo monto total ascendía a una suma próxima a $20.000. La cláusula más importante era la 47, que decía:

Mando que en la compra de mi hacienda de Tagua-Tagua sea preferido mi albacea o sus hijos, que quiero haga con la equidad que permitan mis disposiciones, ya que no he conseguido ni admite para sí, ni para mi sobrino y su esposa, ni para sus hijos, las cantidades con que quería manifestarle el gran aprecio que le he profesado y que me ha correspondido.[cita requerida]

 Determinaba, por último la señora de Elzo de Errázuriz, que su testamentaria debía practicarse extrajudicialmente, que el remanente de su fortuna debía destinarse a su alma, a la de su esposo, a la de su hermana, María de Gracia y a la de José Antonio de Errázuriz, en cuyo beneficio se aplicarían las misas, ejercicios, limosnas y demás obras benéficas que ordenaba en su testamento y dejaba de albaceas a su sobrino Fernando Errázuriz Aldunate, y a la esposa de este, a su sobrina  María del Carmen Sotomayor de Errázuriz y en tercer y cuarto lugar a Javier Errázuriz Sotomayor y a Santiago Salas Errázuriz, hijo y yerno de los anteriores, y como albacea consultor al doctor don José Alejo Eyzaguirre.

## Hacienda de Tagua Tagua
Santiago de Errázuriz Madariaga trabajo esta hacienda desde 1792 hasta la fecha de su muerte 1823. De acuerdo con las disposiciones de Juana de Elzo y Ureta, la hacienda de Tagua-Tagua paso a poder de sus sobrinos Fernando Errázuriz y su esposa y estos la legaron en 1841 a su hijo Francisco Javier Errázuriz Sotomayor. Se componía de dos de las cuatro hijuelas en que se dividió el gran feudo de los Elzo. Antigua encomienda de Pastene, el 11 de mayo de 1792. 
Las diversas hijuelas en que se dividió el latifundio de los Elzo, bordeaban la preciosa laguna que el Padre Ovalle describe con su alma de poeta enamorado de las bellezas de Chile: La laguna tiene seis leguas de circunferencia, muchas truchas, varios géneros de pescados y mucho enjambre de pajarería de varios colores que sobre sus aguas forman un hermoso jardín de flores vivientes.